# Francis Patrick Keough
Francis Patrick Keough (ur. 30 grudnia 1890 w New Britain, Connecticut, zm. 8 grudnia 1961 w Waszyngtonie) – amerykański duchowny katolicki, jedenasty arcybiskup Baltimore, honorowy prymas Stanów Zjednoczonych.
Urodził się w rodzinie irlandzkich imigrantów. Miał starszego brata Michaela. Ojciec umarł gdy Francis miał pięć lat. Od najmłodszych lat chciał zostać kapłanem. Ukończył parafialną szkołę w rodzinnym mieście, a następnie wstąpił do seminarium Św. Tomasza w Hartford. W 1911 został wysłany do seminarium w Issy we Francji. Wrócił jednak po wybuchu I wojny światowej i kontynuował studia teologiczne w Rochester. Święcenia kapłańskie przyjął 10 czerwca 1916 w katedrze św. Józefa w Hartford z rąk biskupa Johna Nilana. Po trzech latach pracy jako wikariusz w jednej z parafii został prywatnym sekretarzem biskupa Nilana. Pełnił też funkcje asystenta kanclerza i dyrektora Towarzystwa dla Propagandy Wiary.
10 lutego 1934 papież Pius XI wyznaczył go na nowego biskupa diecezji Providence. Konsekracja miała miejsce 22 maja tego samego roku. Dokonał jej późniejszy kardynał Amleto Giovanni Cicognani delegat apostolski do USA. W czasie trzynastoletnich rządów w Providence populacja katolików zwiększyła się z 325 do 425 tysięcy, zaś liczba księży wzrosła o połowę.
29 listopada 1947, pół roku po śmierci arcybiskupa Curleya, Keough został mianowany metropolitą Baltimore. Mimo iż był to wielki prestiż i awans to niechętnie rozstawał się ze swą dotychczasową diecezją. Rządy jego były energiczne i znaczące dla historii archidiecezji. To z jego inicjatywy wybudowano nową katedrę Maryi Królowej. Konsekracja nowej świątyni miała miejsce w 1959. Odegrał decydująca rolę w wydaniu historycznego oświadczenia amerykańskich biskupów przeciw dyskryminacji rasowej w 1958. Troszcząc się o potrzebujących wybudował wiele domów opieki, m.in. dla osób starszych i niemowląt.
Przez całe życie był znany z dziecięcej pobożności i konserwatywnego temperamentu. Od 1954 jego zdrowie podupadało co miało wpływ na ograniczoną wydajność pracy w ostatnich latach życia. Został pochowany pod ołtarzem nowej katedry w Baltimore.